# آلیس پیرس
آلیس پیرس (انگلیسی: Alice Pearce؛ ۱۶ اکتبر ۱۹۱۷ – ۳ مارس ۱۹۶۶) یک هنرپیشه، و خواننده اهل ایالات متحده آمریکا بود. از فیلم‌های او می‌توان به «در جستجوی تفریحات شهری» و «جنس مخالف» اشاره کرد.